# Belvata
Belvata là một thị trấn thống kê (census town) của huyện Mysore thuộc bang Karnataka, Ấn Độ.

## Nhân khẩu
Theo điều tra dân số năm 2001 của Ấn Độ, Belvata có dân số 5627 người. Phái nam chiếm 52% tổng số dân và phái nữ chiếm 48%. Belvata có tỷ lệ 72% biết đọc biết viết, cao hơn tỷ lệ trung bình toàn quốc là 59,5%: tỷ lệ cho phái nam là 76%, và tỷ lệ cho phái nữ là 67%. Tại Belvata, 12% dân số nhỏ hơn 6 tuổi.